# Moto de agua

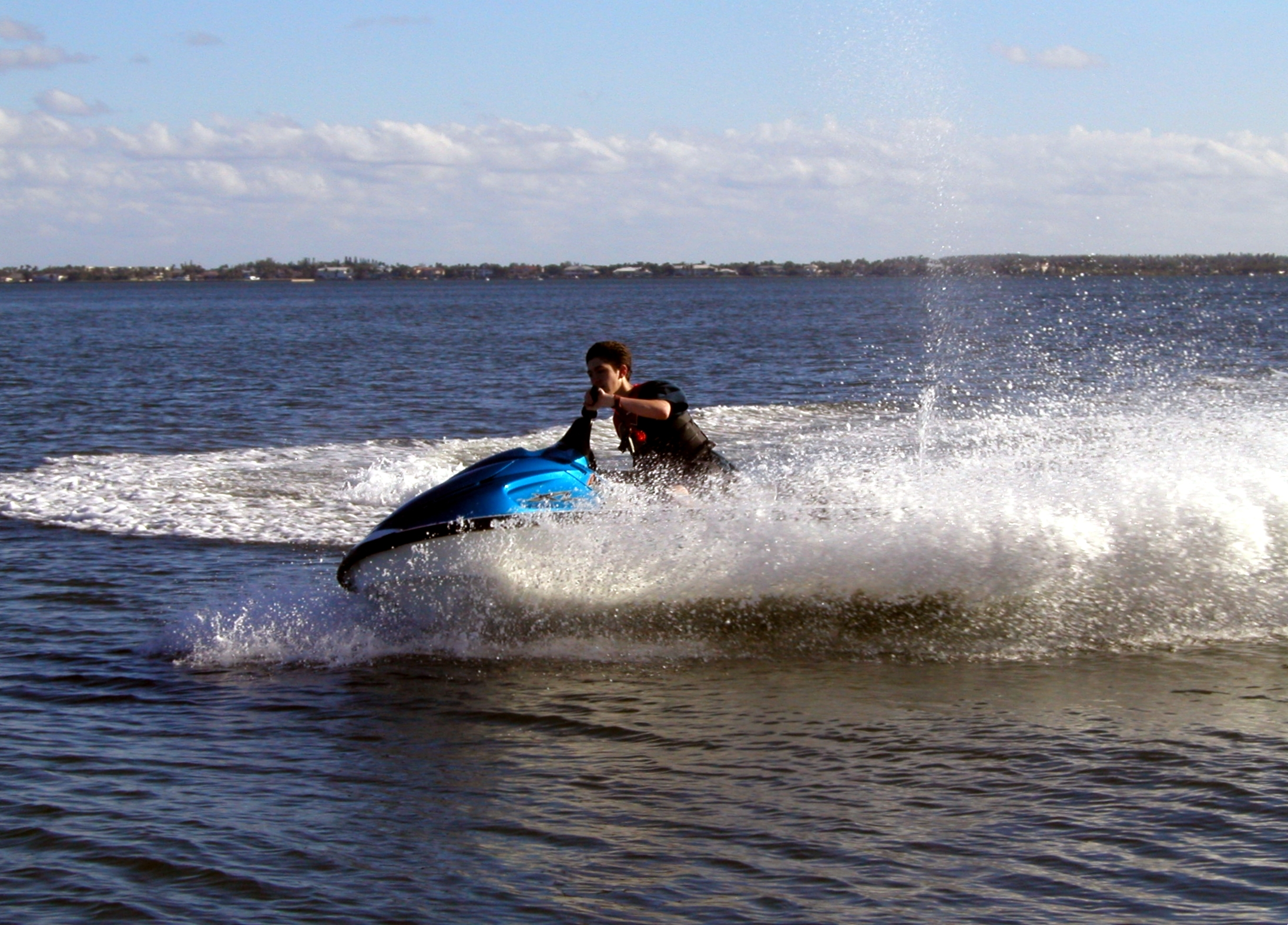
Moto acuática

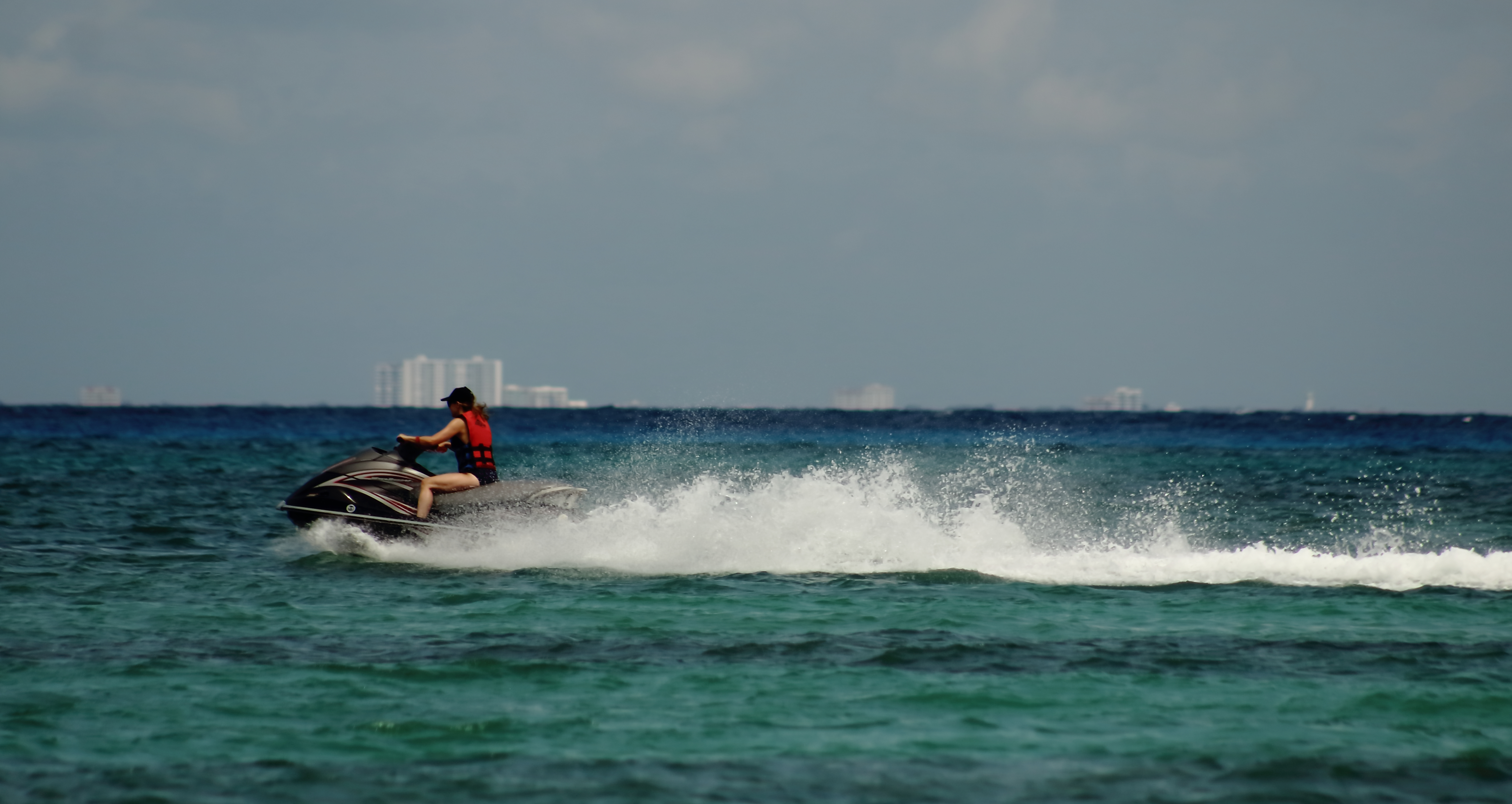
Moto de agua en Playa del Carmen (Quintana Roo, México).

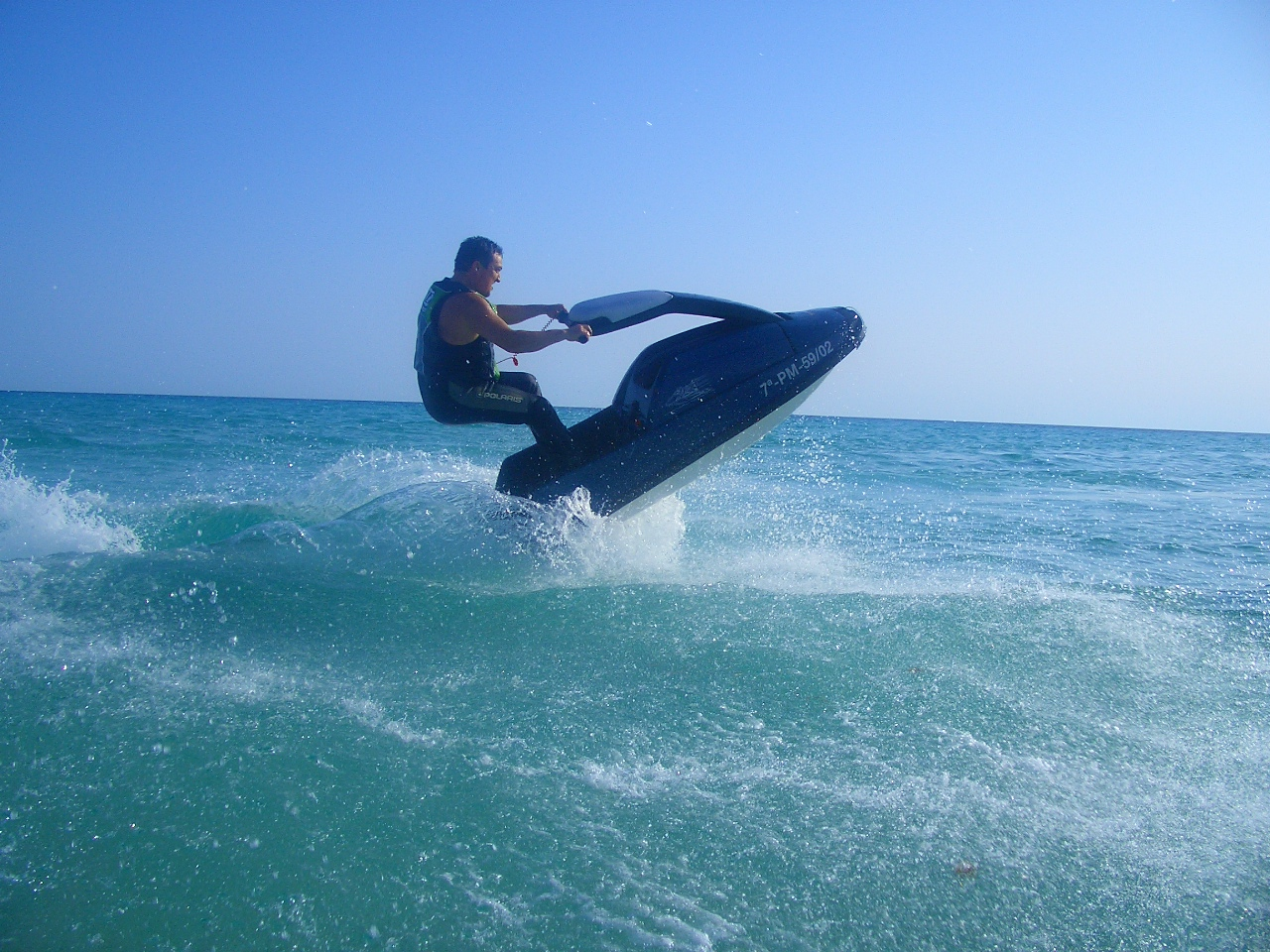
Moto de agua en Palma de Mallorca (España).

Las motos de agua, motos acuáticas o motos náuticas son un tipo de embarcación ligera con un sistema de conducción similar al de una motocicleta convencional. La principal diferencia de las motos de agua con otros tipos de embarcación es que no usan hélice externa, sino interna, ya que son propulsadas por turbina. 
Se puede encontrar de dos tipos —de recreo o deportivo— y en dos modalidades —monoplaza (jet ski) o multiplaza (runabout)—. Hay gran variedad de potencias, desde los 50 cv hasta los 350 cv de serie y jets de hasta 163 cv. Las motos de agua pueden ser monoplazas (conocidas como jets), biplazas, triplazas e incluso cuadriplaza.

## Fabricantes
- Yamaha, están diseñadas para una navegación óptima. Actualmente está muy al día en el mundo de la competición y la moto de agua de mayor cilindrada que disponen es la GP1800SVHO con 1812cc . Con el motor lanzado para el 2009, pero con un casco moderno desde 2021. Yamaha se destaca por tener la unidad con más potencia/velocidad y posibilidad de desarrollo en el agua, es decir de sus 300HP de fábrica podés conseguir el doble de potencia con simples modificaciones, así Yamaha es la marca número 1, elegida en el mercado por su fiabilidad, producto y calidad.
- Sea Doo, fabricada por Bombardier Recreational Products (BRP), compite directamente con Yamaha. Suelen estar igualadas, pero SeaDoo no en comodidad. Caracterizadas por su ligereza.
- Kawasaki
- Honda (Aquatrax), la empresa Honda no permite la colocación de ningún concesionario oficial Honda de motos acuáticas en Europa, pero sí centros distribuidores de su marca.
- HSR-Benelli, empresa de origen austriaco nacida en 2006, conocida anteriormente como Hydrospace ha sido la primera en el mundo en crear un jet de 4 tiempos y llevando su flota Run-About al límite de potencia con sus 342 cv y 2196 cc. A finales de 2007 la firma austriaca se fusionó con la empresa italiana Benelli-Motors cambiando su nombre al actual HSR-Benelli.
- Polaris, en 2006 dejó de fabricar motos de agua.

## Titulación para el pilotaje
En España, desde el 1 de julio de 2019, solo se expiden los siguientes títulos:
- Patrón de moto náutica A. Para el manejo de motos de potencia igual o superior a 110 cv.
- Patrón de moto náutica B. Para el manejo de motos de potencia superior a 55 cv e inferior a 110 cv.

Anteriormente existían:
- Patrón de moto náutica A. Para el manejo de motos de potencia igual o superior a 110 cv.
- Patrón de moto náutica B. Para el manejo de motos de potencia inferior a 110 cv.
- Patrón de moto náutica C. Para el manejo de motos de potencia inferior a 55 cv.

No obstante, desde la titulación náutica Licencia de navegación (LN), ya se puede pilotar motos acuáticas de cualquier cilindrada.
| Distintivo | Título                              | Eslora max. (metros)                                                            | Zona (millas)     | Moto náutica | Notas |
| ---------- | ----------------------------------- | ------------------------------------------------------------------------------- | ----------------- | ------------ | --- |
|            | Capitán de yate                     | Embarcaciones de recreo: 24 Buques de recreo: sin límite (arqueo max.: 3000 GT) | Sin límite        | A            | Habilitación vela independiente                                                                                       |
|            | Patrón de yate                      | 24                                                                              | 150               | A            | Habilitación vela independiente                                                                                       |
|            | Patrón de embarcaciones de recreo   | 15 (→24)                                                                        | 12 (→Baleares)    | A            | Habilitación vela independiente. Habilitación 24 m. y navegación a Baleares opcional                                  |
|            | Patrón de navegación básica         | 8                                                                               | 5                 | A            | Habilitación vela independiente                                                                                       |
| —          | Licencia de navegación              | 6                                                                               | 2                 | A            | Navegación diurna |
| —          | Autorización federativa ("titulín") | 6 (potencia max.: 40 kW)                                                        | Zonas delimitadas | —            | Navegación diurna (obsoleta; sustituida por Licencia de navegación, posibilidad de canje realizando 4h. de practicas) |
| —          | Sin título                          | motor: 5 (potencia max.: 11,26 kW)                                              | 2                 | —            | Navegación diurna |
| —          | Sin título                          | vela: 6                                                                         | 2                 | —            | Navegación diurna |